# ProgReS – Progetu Repùblica
ProgReS – Progetu Repùblica est un parti politique indépendantiste sarde, fondé le 2 janvier 2011 (formellement le 13 février 2011).
Il a réuni son premier congrès le 7 août 2011. Son secrétaire national est Franco Contu. L'acronyme ProgReS est celui en sarde de Progetu (projet) Repùblica (république) Sardaigne.
Ce mouvement propose la candidature de Michela Murgia pour les élections régionales de Sardaigne de 2014.